# Ischnocnema verrucosa
Ischnocnema verrucosa is een kikker uit de familie Brachycephalidae. De wetenschappelijke naam van de soort werd als Leiuperus verrucosus in 1862 gepubliceerd door Johannes Theodor Reinhardt en Christian Frederik Lütken. Nog in het naschrift bij dezelfde publicatie plaatsten de auteurs de soort echter, na vergelijking ervan met de typesoort van het geslacht Leiuperus, Leiuperus marmoratus, in het door hen nieuw voorgestelde geslacht Ischnocnema, waarvan Leiuperus verrucosus de typesoort is.
De soort is uitsluitend bekend van de typelocatie in Minas Gerais, twee plaatsen in Espírito Santo en twee plaatsen in Bahia, allemaal in Brazilië.
Brachycephalus · Ischnocnema